# Lillehammer IK
Lillehammer IK – norweski klub hokejowy z siedzibą w Lillehammer.

## Sukcesy
- Złoty medal mistrzostw Norwegii: 1994
- Srebrny medal mistrzostw Norwegii: 2018

## Zawodnicy
Kadra w sezonie 2015/2016
Na podstawie materiału źródłowego:
| Bramkarze: - Espen Johansen - Michal Zajkowski Obrońcy: - Christian Fosse - Sondre Bjerke - Håvard Steen - Eric Meland - Stein Tore Bakken - Aleksander Rindal - Henrik Rosengren - Robin Andre Soudsky - Mike Banwell |  | Napastnicy: - Tomas Laiho Trondsen - Joachim Fridtjov Jensen - Simen Thoresen - Christer Rudi - Patrick White - Daniel Åhsberg - Kristoffer Jonsson - Joakim Arnestad-Eidsæther - Stian Kaltrud Nystuen - Eirik Myhre Slåsletten - Daniel Karlsen Stensrud - Dag Morten Wehn - Endre Medby - Joachim Engesveen - Nicolas Ritz |